# MathGraph32
MathGraph32 est un logiciel de géométrie dynamique écrit en Java. Il est distribué sous GPL v3.

## Description
MathGraph32 permet de créer des figures de géométrie euclidienne dynamique. Les figures peuvent comprendre des courbes de fonctions (tracées elles aussi de façon dynamique).
Le logiciel prend entièrement en charge le calcul et la représentation des nombres complexes. Il permet aussi de créer et utiliser la dérivée formelle d'une fonction numérique réelle, de créer des fonctions de deux ou trois variables (réelles ou complexes), d'utiliser des dérivées partielles, calculer des valeurs approchées de solutions d'équations, maximums ou minimums de fonctions, des valeurs approchés d'intégrales. Il permet aussi, via des macro constructions, de simuler des figures 3D.
Depuis la version 4.8, le logiciel propose de créer des constructions itératives et récursives, permettant ainsi de créer des figures fractales dynamiques.
MathGraph32 permet de mettre en ligne sur des pages internet des exercices de construction ou d'apprentissage de cours en mathématiques. Il permet d'exporter directement une figure dans un page web, via une Applet Java ou en JavaScript pur.
Depuis la version 4.9, une exportation des figures en LaTeX Tikz est disponible.
LaboMEP, outil mis au point par Sésamath permet de mettre en ligne des figures créées par MathGraph32 de façon à créer des exercices interactifs en ligne.

## Histoire
Le logiciel a été développé par un professeur de mathématiques français, Yves Biton, du lycée Jean-Baptiste-Corot (Savigny-sur-Orge). Il continue d'être régulièrement amélioré.
Le logiciel MathGraph32 existe depuis l'année 2002 où il est édité par le Centre national de documentation pédagogique (CNDP). Il a reçu en 2003 le label RIP de l’Éducation nationale française (reconnu d'intérêt pédagogique). Cette version, écrite en C++, ne pouvait fonctionner que sous le système d'exploitation Windows.
En 2008, le logiciel est devenu gratuit pour toute utilisation non lucrative. En 2009, son auteur a commencé à réécrire le logiciel en Java et l'a publié sous GPL 3. Il est donc devenu libre, gratuit et multiplateforme.
MathGraph32 peut fonctionner en trois langues : français, anglais et espagnol.